# Godawari (Lalitpur)
Godawari (Nepali गोदावरी) ist eine Stadt (Munizipalität) im Kathmandutal in Nepal und gehört zum Ballungsraum Kathmandu.
Die Stadt liegt im Distrikt Lalitpur in der Provinz Bagmati. Sie entstand Ende 2014 durch Zusammenschluss der Village Development Committees (VDCs) Badikhel, Bisankhunarayan, Godamchaur, Godawari und Thaiba. Das Stadtgebiet umfasst 35,1 km².

## Einwohner
Bei der Volkszählung 2011 hatten die VDCs, aus welchen die Stadt Godawari entstand, 28.793 Einwohner (davon 14.168 männlich) in 6739 Haushalten.